# Caitlin Stasey
Caitlin Jean Stasey, född 1 maj 1990 i Melbourne, Victoria, är en australisk skådespelare och sångerska.
Stasey är bland annat är känd för sin roll som Frankie Thomas i tv-serien Pyjamasklubben. Hon medverkar även i TV-serien Please Like Me från 2013 och som Rachel Kinski i TV-serien Grannar (2005–2009). Stasey spelade "Ellie Linton" i långfilmen Imorgon när kriget kom.
Caitlin Stasey bor i Los Angeles sedan 2010.

## Filmografi i urval

### Film
- Summer Camp (2009)
- Imorgon när kriget kom (2010)
- J.A.W.
- Evidence
- All Cheerleaders Die
- Lust for Love
- Chu and Blossom
- I, Frankenstein
- Fear, Inc.
- Smile

### TV
- Pyjamasklubben 2003–2006
- Grannar 2005–2009
- Please Like Me 2013–2016
- Reign 2013–2015
- APB 2016–2017
- Class of '07 2023